# Luis Carlos Martella
Luis Carlos Martella (n. 16 de septiembre de 1957, Buenos Aires-f. 12 de junio de 1982, islas Malvinas) fue un militar argentino que murió en combate en la Guerra de las Malvinas.

## Biografía
Luis Carlos Martella nació el 16 de septiembre de 1957 en Buenos Aires. Fue hijo del general de división Santiago Luis Martella y de María Nydia Fescina. Tuvo dos hermanos.Es padre del periodista Santiago Martella
Estudió en el Colegio Militar de la Nación ubicado en El Palomar y egresó en 1978 en la promoción 109 de ese instituto como subteniente de infantería.
En 1982 ascendió a teniente. Cuando inició la Guerra de las Malvinas el 2 de abril de 1982, fue destinado al Regimiento de Infantería 4 de Monte Caseros. Fue jefe de la Sección Apoyo de la Compañía C en el monte Dos Hermanas.
El 11 de junio de 1982 y precedido por un fuerte fuego de artillería terrestre y naval, las fuerzas británicas atacaron la posición de la Compañía C del Regimiento de Infantería 4. El teniente Martella se impuso la misión de permitir la retirada de sus hombres. Combatió hasta que varios balazos de ametralladora le pegaron en el pecho y lo mataron.
Sus restos yacen en el Cementerio de Darwin, sito en la isla Soledad. Luis Carlos Martella tuvo ascenso post mortem al grado inmediato superior, teniente primero. Se erigieron además en su honor un busto de honor en la plaza del Regimiento de Infantería Mecanizado 4 de Monte Caseros y un monolito en la Escuela de Infantería.